# پترا روسنر
پترا روسنر (انگلیسی: Petra Rossner؛ زادهٔ ۱۴ نوامبر ۱۹۶۶) دوچرخه‌سوار اهل آلمان بود.
وی در مسابقات کشوری و بین‌المللی در مجموع برندهٔ ۱ مدال طلا شده‌است.